# Hendrik Quast
Hendrik Quast (* 1985 in Celle) ist ein deutscher Aktions- und Performancekünstler.

## Werdegang
Quast wuchs in Müden am Rande der Lüneburger Heide als Sohn einer Floristin auf. Er ist Absolvent des Institut für Angewandte Theaterwissenschaft der Justus-Liebig-Universität Gießen und studierte bei Heiner Goebbels. Er arbeitet als Solokünstler und kollaboriert regelmäßig mit u. a. Maika Knoblich, Les Trucs (Charlotte Simon und Toben Piel) sowie Christina Neuss.
Seine Arbeiten zeichnen sich durch einen prozessualen Theaterbegriff in der Tradition des Postdramatischen Theaters aus, der etablierte Dramaturgien und Zeitlichkeiten oft überschreitet und Genregrenzen wie Live Art, Aktionskunst, Performance und Theater brüchig werden lässt. Er widmet sich dabei verstärkt darstellerischen Techniken wie Bauchreden, Pantomime und Musicalgesang. Darüber hinaus finden Alltagspraktiken, Handwerk und Kulturtechniken wie Tierpräparation, Nageldesign und Trauerfloristik Eingang in seine Performances, die auf Bühnen oder in ortsspezifischen Formaten stattfinden. Seine Arbeiten schöpfen aus einer queeren Ästhetik, nehmen Anleihen aus Popkultur und Alltagserfahrungen chronischer Krankheit und leisten so formal, ästhetisch und inhaltlich eine kritische Befragung der kanonisierten Theaterformen sowie der Unterscheidung zwischen „Unterhaltungskultur“ und „Hochkultur“. In seinen neuesten Performances erscheint Quast als Alter Ego, das je nach Kontext spezifischen Sprech- und Aktionsweisen folgt. So spielt er z. B. die „Influcancerin“ Hendrik mit „K“ als Pantomime-Coach für Social Media im Projekt „Dancer with Cancer“. Im Projekt „Spill Your Guts“ tritt Quast als Bauchredner mit einer seine chronische Krankheit personifizierende Klappmaulpuppe auf.
Seine Bühnenperformances fanden in Theatern der Freien Szene statt, wie Sophiensäle Berlin, Künstlerhaus Mousonturm in Frankfurt/Main, Gessnerallee Zürich, FFT Düsseldorf, Theater Rampe Stuttgart und Kampnagel in Hamburg. Auch in Institutionen für zeitgenössische Kunst wie der GAK Bremen, M1 Hohenlockstedt und Kunsthalle Fridericianum hat er aufgeführt. Seine Werke sind bei internationalen Kunstfestivals wie Impulse, Steirischer Herbst, Festival a/d Werf und Sommerfestival Kampnagel zu sehen. Für den WDR Köln adaptierte er als Autor und Regisseur drei seiner Theaterarbeiten als Hörspiele.
Von 2011 bis 2015 war er als künstlerischer Mitarbeiter für die Graduiertenschule der Universität der Künste Berlin im Bereich ästhetischer Forschung tätig. Seit 2023 promoviert Quast an der Stockholm University of the Arts in Kooperation mit der Zürcher Hochschule der Künste zu Humor und Krankheit in den performativen Künsten.

## Veröffentlichungen

### Solo-Performances
- 2009: slipsight, Impulse Festival 2009, Köln, Mülheim, Düsseldorf
- 2009: Furnier, behandlungsraum, Kunsthalle Fridericianum, Kassel
- 2012: Trauer tragen, Sophiensaele Berlin, Künstlerhaus Mousonturm, zeitraum exit Mannheim
- 2014: Mohrle, Sophiensaele Berlin, Mousonturm Frankfurt/Main, Gessnerallee Zürich, FFT Düsseldorf, brut Wien
- 2020: Dancer with Cancer, (Festival „Die Irritierte Stadt“, Musik der Jahrhunderte, Akademie Schloss Solitude, Theater Rampe Stuttgart)
- 2022: Spill your Guts, (Kritik) Sophiensaele Berlin, Mousonturm Frankfurt/Main, Kampnagel Hamburg

### Hörspiele
- 2012: Trauer tragen, zusammen mit Maika Knoblich, Komposition: Katharina Stephan Ur-Sendung ARD-Themenwoche „Leben mit dem Tod“ (WDR)
- 2015: Mohrle. Eine Fabel, zusammen mit Maika Knoblich, Komposition: Katharina Stephan, Regie: die Autoren (WDR)
- 2020: Nagelneu, zusammen mit Maika Knoblich, Komposition: Katharina Stephan, Regie: die Autoren (WDR) - Hörspiel des Jahres 2021

### Performances von Hendrik Quast & Maika Knoblich
- 2012: Heide, Huis a/ Werf Utrecht
- 2013: Der Ur-Forst, Sophiensaele Berlin, Festival Impulse
- 2016: Nagelneu, Sophiensaele Berlin, FFT Düsseldorf, Schwankhalle Bremen
- 2018: Hundeplatz, Sophiensaele Berlin
- 2019: Casting Freischütz, Sophiensaele Berlin, Gessnerallee Zürich
- 2020: PPtv, steirischer herbst

### Texte
- 2014: Techniken des ‚falschen Wachstums’. Die ritualisierte Bindetechnik des Kränzens als geteilte Expertise, in: Susanne Stemmler (Hrsg.): Wahrnehmung, Erfahrung, Experiment, Wissen. Objektivität und Subjektivität in den Künsten und den Wissenschaften. Diaphanes, S. 199–218. ISBN 978-3-03734-666-2
- 2015: Research Environments. Das Bewerten und Verwerten künstlerischer Prozesse (Reflections on the Value of Artistic Processes), Publikation und Mit-Herausgabe. UdK Verlag. ISBN 9783894622732
- 2017: Aktion, in: Florian Malzacher, Dominik Müller, Felizitas Stilleke (Hrsg.): Stichworte. Impulse Theater Festival 2013-2017. Alexander Verlag, S. 17. ISBN 978-3-89581-475-4
- 2021: Dramaturgien von unten, in: Franziska Werner, Joy Kristin Kalu, Alexander Kirchner (Hrsg.): Openings. Sophiensaele 2011–2021. Alexander Verlag, S. 262–264. ISBN 978-3-89581-569-0
- 2021: Daniela Dröscher, Paula Fürstenberg (Hrsg.): Soll & Habitus. Sukultur, 2021. ISBN 978-3-95566-139-7

## Auszeichnungen
- 2013: Finalist im Wettbewerb „Dörfer für Kunst – Kunst fürs Dorf“ von Deutsche Stiftung Kulturlandschaft mit ARTE / ZDF.
- 2019: Recherchestipendium des Berliner Senats[6]
- 2019: Arbeitsstipendium Hörspiel der Film- und Medienstiftung NRW[7]
- 2021: Stipendiat des Internationalen Forum im Berliner Theatertreffen[8]
- 2021: Hörspiel des Jahres für Nagelneu (zusammen mit Maika Knoblich)[9]
- 2022: Stipendiat Akademie Schloss Solitude[10]
- 2022: Stipendiat der Villa Kamogawa des Goethe-Instituts Japan[11]